# 최숙손
최숙손(崔淑孫, ? ~ 1457년?)은 조선 예빈시직장 직책을 지낸 조선조 무신이다. 자는 문약이며, 본관은 통천(通川)이다. 단종복위사건에서 사육신의 한명인 이개와 연루되어 귀양을 갔다.

## 생애
조부는 고려말 조선초기의 명장인 양장공 최운해 장군이고, 아버지는 세종조의 좌의정 정렬공 최윤덕 장군이다. 태조초에 창원 무릉촌에서 최윤덕의 장자로 태어났다.
무과로 등과하여, 1422년(세종 4년) 예빈시직장을 거쳐, 1427년(세종 9년) 오위의 사직으로 왕세자 시종관이 되었다.
1433년(세종 15년)에 정렬공 최윤덕의 군관으로 파저강의 여진족정벌을 호종하였으며, 이때의 전공으로 6월에 절충상호군에 올랐다. 1435년(세종 17년)에는 첨지중추원사, 1437(세종 19년)에는 4군 지역인 평안도 여연의 판여연도호부사에 제수되어 4군의 설치와 북방의 안정에 힘썼다.
이어 중앙으로 돌아와 1442년(세종 24년) 중추원부사에 제수되고, 1443(세종 25년)에는 전라도 수군도안무처치사가 되고, 1444년(세종 26년)에 동지중추원사를 거쳐 11월에 경상도 우도도절제사가 되었다.
1445년(세종 27년)에 경상도 도절제사에 임기하다 12월 정렬공 최윤덕의 부친상을 당하여 3년간 시묘살이를 하고 복귀하여, 1449년(세종 31년)에 또 한번 평안도의 판창성대도호부사가 되어 북방의 안정에 힘썼다.
1452년(문종 2년) 문종이 서거하니 윤암, 이완, 이령등과 함께 중추원부사로 궁성사면절제사가 되어 만약의 변란에 대비하였다.
1452년(단종 즉위년)에 동지중추원사로 사은정사가 되어 명나라에 갔다. 명나라를 다녀온 이후에 1453년(단종 1년)에는 전라도병마절제사가, 1455년 전라도 도절제사가 되었다. 같은 해 세조가 왕위에 오른 이후 중앙으로 돌아와 10월에 중추원부사가 되었고, 다시 지중추원사가 되었다. 이 해에 아우인 최영손이 금성대군의 사건에 연루되어 죽었다.
이듬해 인 1456년(세조2년) 단종을 복위시켜려는 사육신사건이 발생하였다. 이때 사육신의 한명인 이개와 연루되어 장자 맹한, 조카 계한과 함께 먼 지방에 유리안치 되었다. 1458년(세조 4년) 2월에 같이 안치되었던 장자 맹한과 조카 계한의 안치된 곳을 옮겨주었을 때의 기록에는 빠졌는데, 이 기록으로 보아 유리안치 된 후 국문의 후유증으로 얼마 지나지 않아 사망한 것으로 보인다. 이후 1476년(성종 7년)에 이르러 사면 복권되었다.

## 가계
- 증조 : 최록(대의공신-고려)
- 조부 : 최운해(충군좌명공신-고려),(개국원종공신-조선)
- 부 : 최윤덕
- 모 : 팔거도씨
- 본인 : 최숙손
- 배위 : 창녕조씨
- 제: 최경손, 최광손, 최영손(단종충신단 배향)
- 자 : 최맹한, 최중한, 최흡한

## 같이 보기
- 사육신
- 김종서
- 단종
- 이개
- 세조 찬위
- 계유정난